# With Teeth
With Teeth (anche noto come Halo 19) è il quarto album in studio dei Nine Inch Nails, pubblicato nel 2005 nei formati CD, doppio vinile, DualDisc e CD/DVD. Queste ultime due versioni oltre ad avere tutte le tracce in formato Dolby 5.1, contengono anche il video di The Hand That Feeds (primo singolo estratto dall'album) e la discografia interattiva della band.

## Tracce
1. All the Love in the World – 5:14
2. You Know What You Are? – 3:41
3. The Collector – 3:07
4. The Hand That Feeds – 3:31
5. Love Is Not Enough – 3:41
6. Every Day Is Exactly the Same – 4:54
7. With Teeth – 5:37
8. Only – 4:22
9. Getting Smaller – 3:35
10. Sunspots – 4:02
11. The Line Begins to Blur – 3:44
12. Beside You in Time – 5:24
13. Right Where It Belongs – 5:04

## Classifiche
| Classifica (2005)      | Posizione massima |
| ---------------------- | ----------------- |
| Australia              | 10                |
| Austria                | 4                 |
| Belgio (Fiandre)       | 15                |
| Belgio (Vallonia)      | 26                |
| Canada                 | 2                 |
| Danimarca              | 28                |
| Finlandia              | 9                 |
| Francia                | 12                |
| Germania               | 9                 |
| Irlanda                | 7                 |
| Italia                 | 14                |
| Norvegia               | 14                |
| Nuova Zelanda          | 13                |
| Paesi Bassi            | 34                |
| Portogallo             | 18                |
| Regno Unito            | 3                 |
| Spagna                 | 20                |
| Stati Uniti            | 1                 |
| Stati Uniti (internet) | 1                 |
| Svezia                 | 6                 |
| Svizzera               | 13                |

## Formazione
Membri:
- Trent Reznor - voce, arrangiamenti, performance, songwriting, produzione, ingegneria, mixaggio, sound design, tutti gli strumenti

- Atticus Ross - programmazione, produzione aggiuntiva, sound design

- Dave Grohl - percussioni (traccia 1), batteria (tracce 2, 3, 6, 9, 10, 11)

Produzione, ingegneria e design:
- Alan Moulder - produzione, ingegneria
- Rich Costey - ingegneria
- Rob Sheridan - design

- Jerome Dillon - programmazione aggiuntiva della batteria, batteria live (tracce 7, 14)